# Kaņieris
Kaņieris nebo jezero Kaņieris (lotyšsky Kaņieris nebo Kaņers) je velké a biologicky cenné jezero v Národním parku Ķemeri. Nachází se v nadmořské výšce 2,2 metru, nedaleko pobřeží Rižského zálivu Baltského moře, v kraji Tukums v Kurzeme v Lotyšsku. Přítok jezera tvoří především řeka Slocene a odtok řeka Starpiņupīte. Jezero má čtrnáct ostrovů, které jsou významnými hnízdišti ptáků, kterých je zde asi 200 druhů. V minulosti patřilo jezero do povodí řeky Lielupe a v roce 1905 byla z jezera do moře vykopána řeka Starpiņupīte, která je nyní jediným odtokem jezera. Vzhledem k možnosti záplav bývá občas hladina jezera regulována zdymadly. Od roku 1995 je jezero, díky svému mezinárodnímu biologickému významu, označeno za Ramsarský mokřad.

## Nejvýznamnější turistické trasy
- Kaņiera niedrāja taka - okružní stezka ve východní části jezera.[4]
- Kaņiera pilskalna taka - okružní stezka v jihozápadní části jezera.[5]

## Galerie

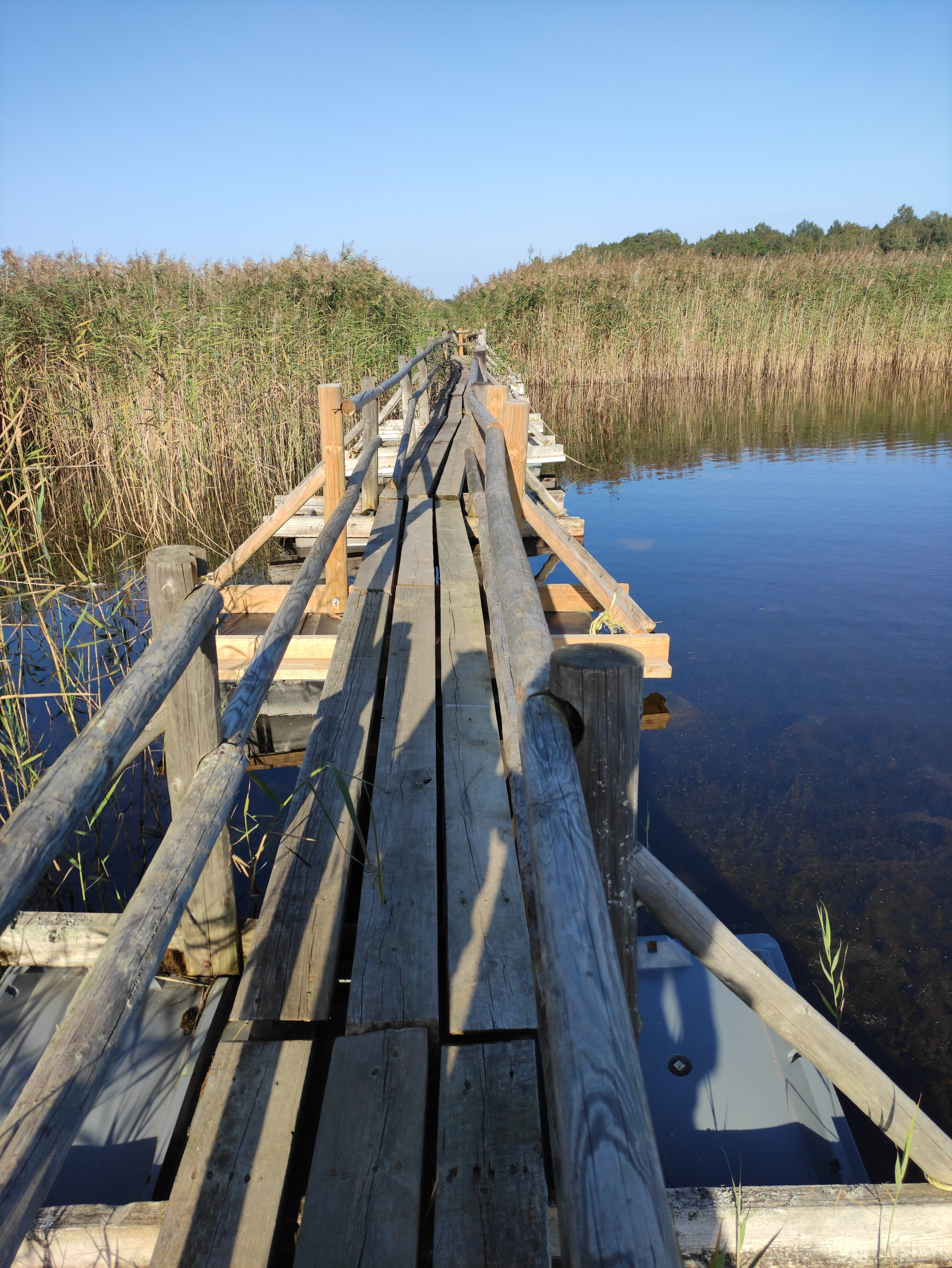
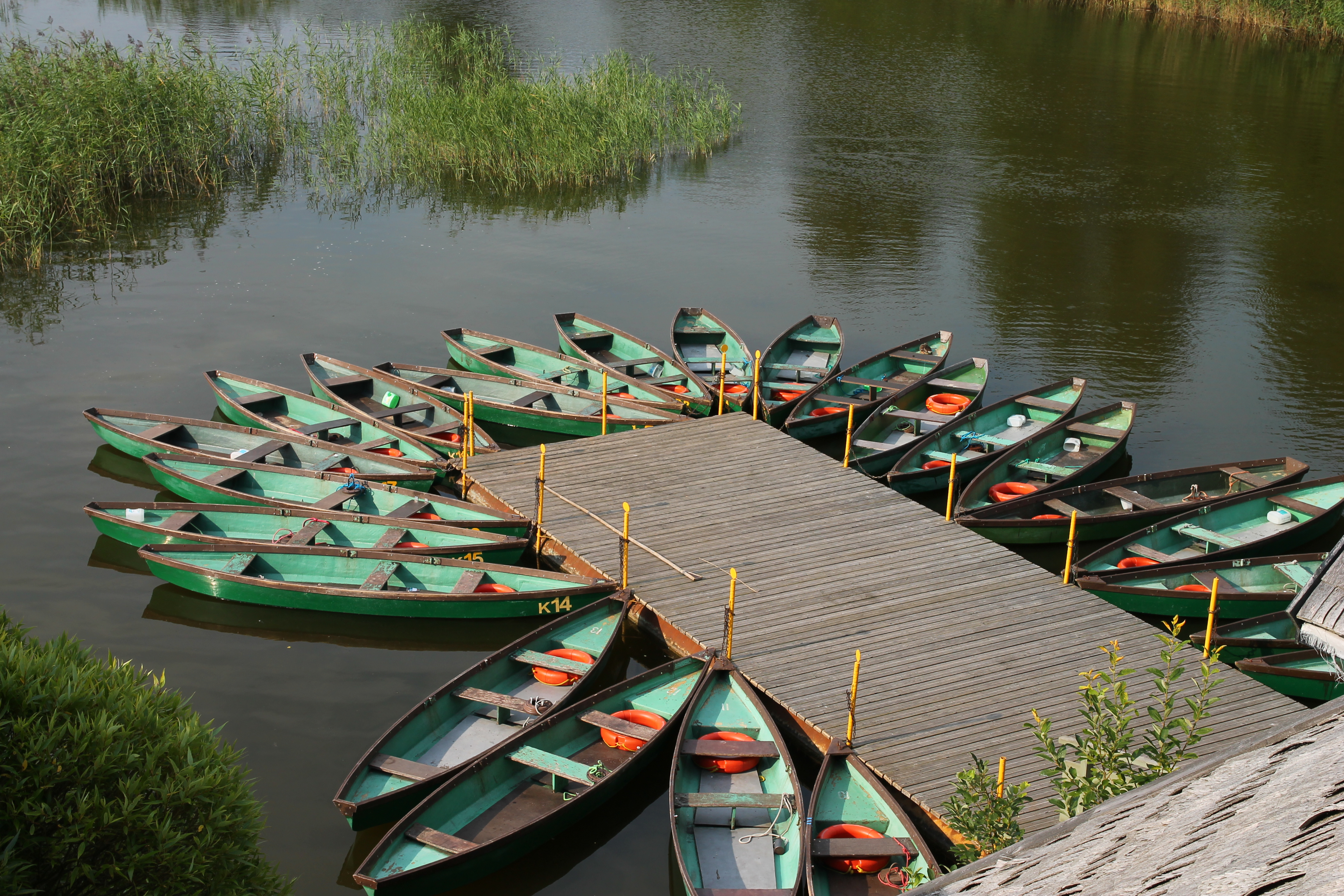
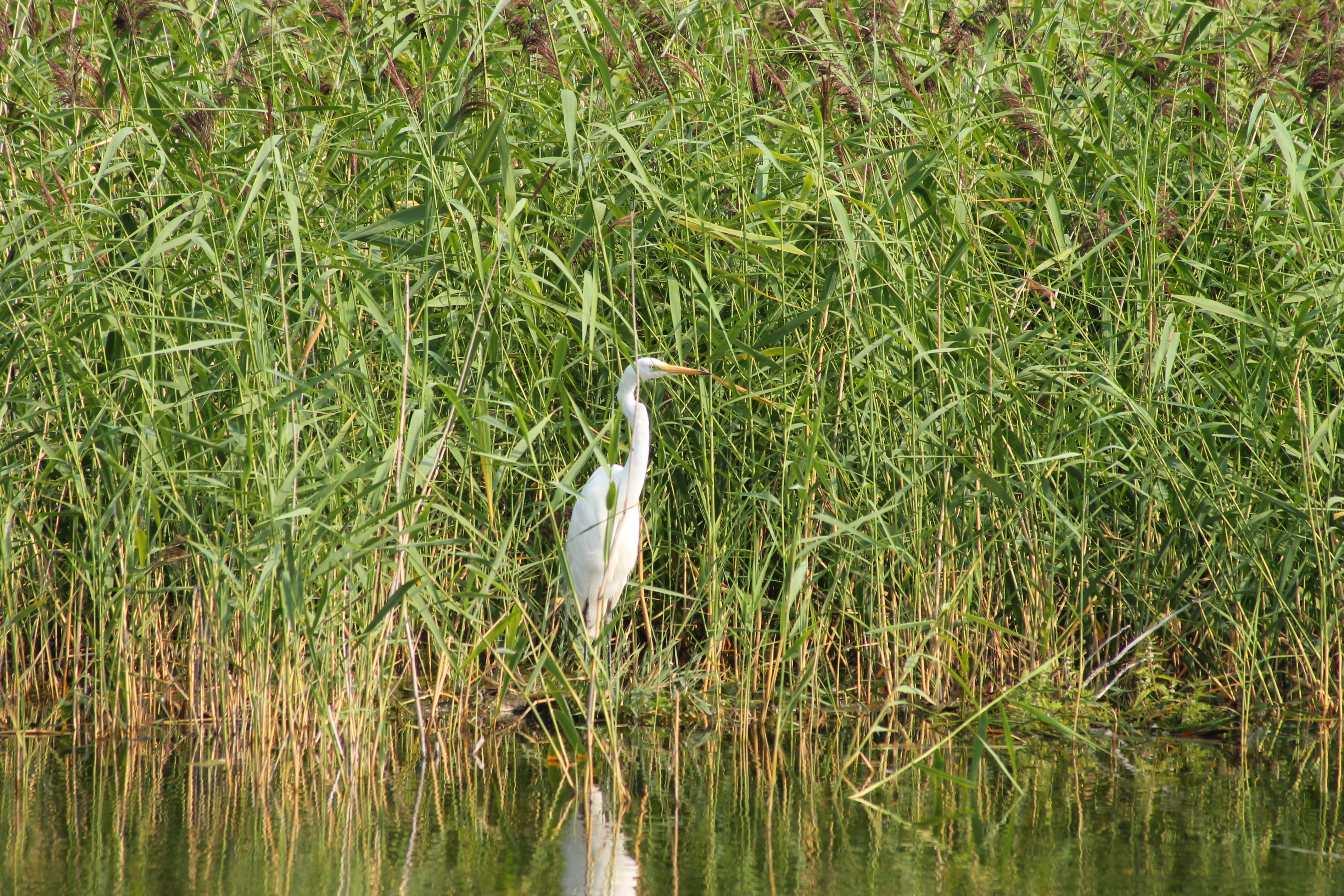
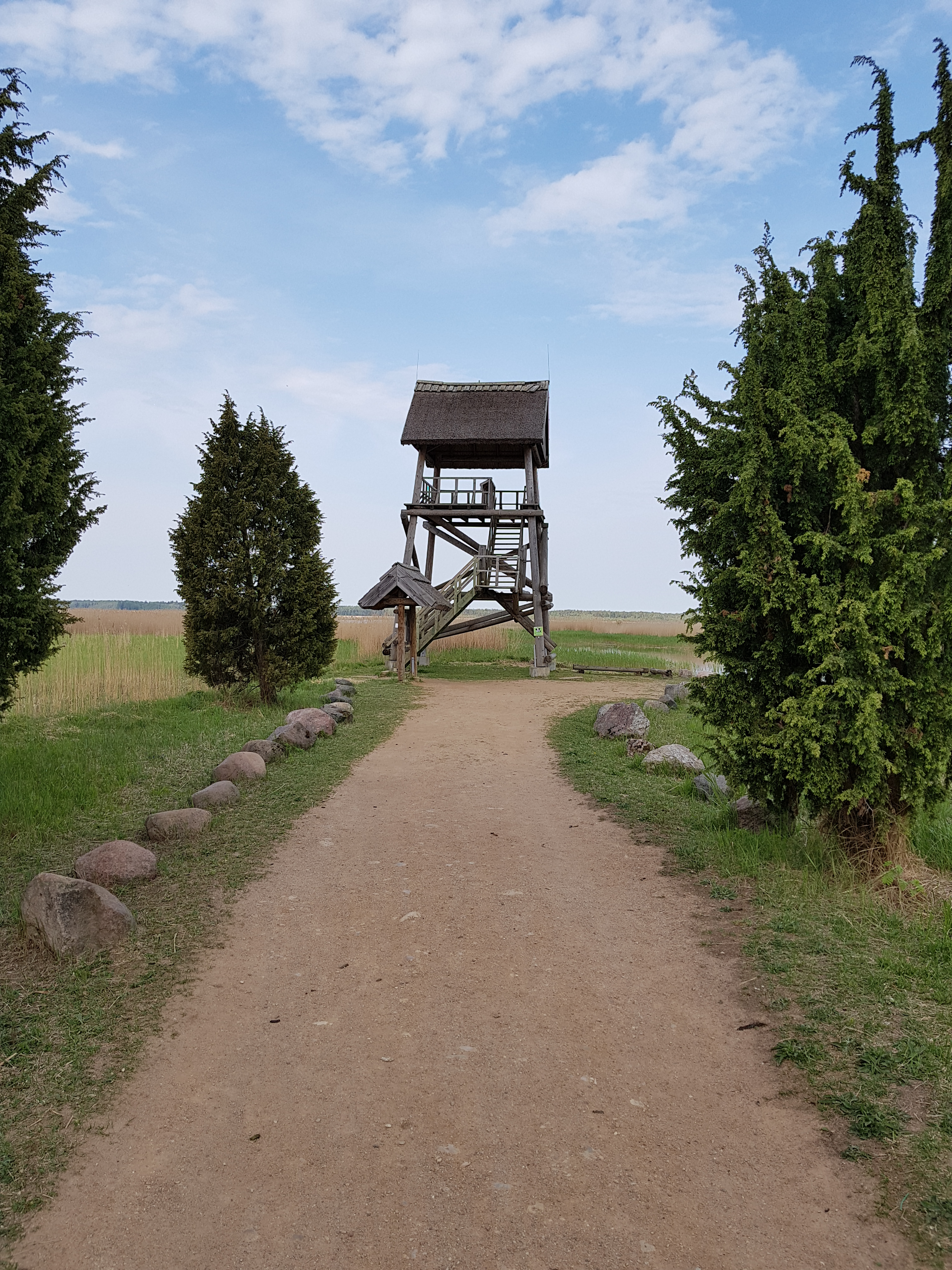
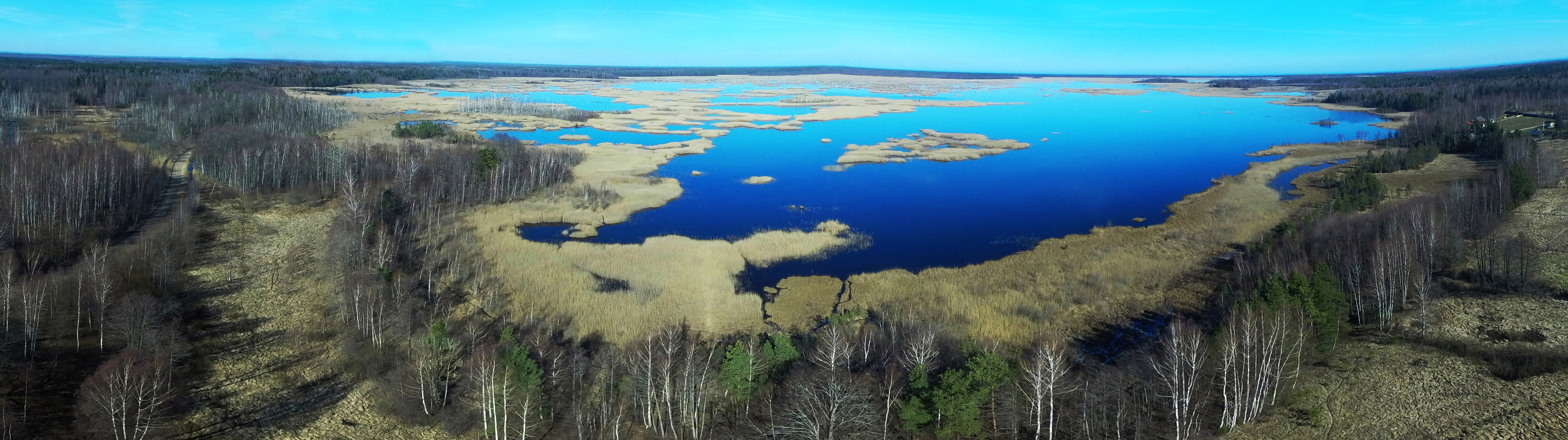